# Curcuma newmanii
Curcuma newmanii là một loài thực vật có hoa trong họ Gừng. Mẫu định danh: Trần 204; thu thập ngày 27 tháng 4 năm 2010 ở tọa độ 12°55′11,07″B 107°49′16,32″Đ / 12,91667°B 107,81667°Đ, cao độ 205 m, Bản Đôn, Đắk Lắk, Việt Nam.

## Từ nguyên
Tính từ định danh newmanii là để vinh danh Mark Fleming Newman, một chuyên gia của Vườn Thực vật Hoàng gia Edinburgh về các loài gừng.

## Phân bố
Loài này có tại vùng xung quanh Bản Đôn, Đắk Lắk, Việt Nam. Trong các rừng khộp (Dipterocarpaceae) lá sớm rụng vùng đất thấp, ở độ cao 200–220 m. Ra hoa tháng 4-5, ngay trước khi có lá.

## Mô tả
Rất giống với C. singularis, nhưng khác ở hình dạng bao phấn độc đáo duy nhất, với các cựa bao phấn ngắn với 2 bướu tù trên đỉnh, tạo thành một cấu trúc hình tim khi nhìn từ mặt trước cũng như các nhị lép bên dài hơn và nhô lên rõ hơn.
Cây thảo có thân rễ, cao tới 0,8 m. Thân rễ hình trứng, 2-4 × 1-1,5 cm, vỏ nâu nhạt, ruột trắng kem; không thấy củ rễ, rất có thể là ở xa thân rễ. Chồi lá 3-6 lá, cùng hoặc ngay sau khi ra hoa; thân giả dài đến 30 cm, xannh lục, bao gồm các bẹ lá; lá bắc bẹ 1-3, ánh màu đỏ tía sẫm, nhanh khô và rữa; bẹ lá xanh lục, với ánh đỏ tía đặc biệt về phía gốc, có lông tơ mịn; lưỡi bẹ dài đến 3 mm, 2 thùy, như thủy tinh, trắng ánh lục, trong mờ, bên ngoài có lông tơ mịn; cuống lá dài đến 11 cm (lá càng nằm trong thì cuống càng dài), có rãnh, xanh lục, có lông tơ mịn; phiến lá hơi không đều, hình mác hẹp, đến 32 × 8 cm (có thể lớn hơn vào cuối mùa), hơi uốn nếp, mặt gần trục xanh lục từ vừa đến sẫm với dải màu đỏ sẫm chạy dọc theo gân giữa suốt toàn bộ chiều dài phiến lá, nhẵn nhụi, mặt xa trục lục nhạt, có lông tơ mịn; đáy tù, hơi lệch; đỉnh hình đuôi, có lông tơ mịn. Cụm hoa ở bên, cuống và thường cả gốc của cụm hoa ngầm dưới đất; cuống cụm dài ~3 cm, đường kính tới 5 mm, màu trắng kem, với đến 4 lá bắc bao lấy; cành hoa bông thóc dài 4–6 cm, đường kính ~2–3 cm ở giữa, rộng hơn về phía đỉnh, không mào; lá bắc sinh sản 3-8 mỗi cụm hoa, lá bắc 4,5 × 4 cm (lớn hơn tại đáy cụm hoa, các lá bắc bên trong nhỏ dần và hẹp hơn), hình trứng rộng đến hình trứng với đỉnh nhọn, ánh trắng tại đáy, lục với các mức độ ánh đỏ sẫm khác nhau về phía đỉnh, hai mặt có lông tơ mịn, hợp sinh khoảng 1/3-1/4 chiều dài phía dưới, đỉnh nhọn hẹp; lá bắc con thô sơ, giống như chỉ và cong không đều, 1-3 × 0,5–1 mm (các lá bắc con bên ngoài lớn hơn, bên trong nhỏ dần), như thủy tinh, trắng trong mờ, nhẵn nhụi. Hoa dài ~8 cm, thò ra nhiều từ lá bắc; đài hoa dài đến 2,3 cm, 3 răng, với vết xẻ một bên ~1 cm, trắng trong mờ, thưa lông mịn; ống hoa dài 3,5-4,5 cm, bên ngoài màu trắng, rậm lông mịn ở nửa về phía đỉnh, với rãnh lưng giữ vòi nhụy; thùy tràng lưng ~2,5 × 1 cm, hình trứng tam giác, lõm, nhẵn nhụi, trắng, đỉnh có mấu nhọn, mấu dài ~ 2 mm, có lông mịn; các thùy tràng bên ~ 2 × 0,9 cm, hình trứng tam giác, lõm, nhẵn nhụi, trắng; cánh môi ~2,6 × 2 cm, hình trứng ngược, đỉnh khía răng cưa, vết xẻ tới 0,5 cm, màu trắng trừ dải giữa màu vàng tươi, có lông tơ mịn với các lông tuyến; nhị lép bên ~2,6-3 × 1,6-1,8 cm, hình trứng ngược không đều, trắng với các lông tuyến ngắn trên mặt gần trục. Nhị dài 1-1,1 cm; chỉ nhị dài 2–3 mm, màu trắng, rộng ~4mm tại đáy, 2-2,5 mm tại đỉnh (điểm gắn vào mô liên kết), có lông tuyến ngắn che phủ; bao phấn dài ~1 cm, có cựa; mô liên kết màu trắng, rậm lông tuyến ngắn; cựa bao phấn dài ~1 mm, với 2 bướu tù ở đỉnh, tạo thành cấu trúc hình tim khi nhìn từ mặt trước; mào bao phấn không rõ nét; mô vỏ bao phấn 7–8 mm, nứt dọc theo chiều dài. Tuyến trên bầu 2, dài ~5–7 mm, đường kính ~0,5 mm, màu trắng kem. Vòi nhụy mỏng, trắng, nhẵn nhụi, nằm trong rãnh ở mặt lưng của ống hoa; đầu nhụy dài ~1,5 mm, rộng ~1,75 mm, màu trắng, lỗ nhỏ có lông rung ngắn, hướng về phía trước. Bầu nhụy 4 × 2 mm, 3 ngăn, rậm lông tơ mịn. Không thấy quả.